# Anthene butleri
Anthene butleri är en fjärilsart som beskrevs av Charles Oberthür 1880. Anthene butleri ingår i släktet Anthene och familjen juvelvingar. Inga underarter finns listade i Catalogue of Life.

## Bildgalleri

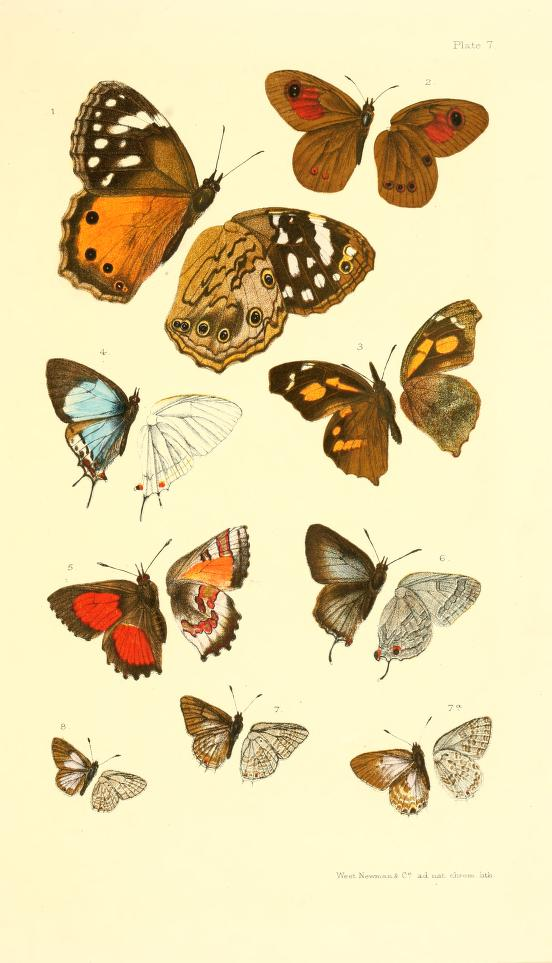